# Норио (Абашский муниципалитет)
Норио (груз. ნორიო) — село в Грузии, на территории Абашского муниципалитета края (мхаре) Самегрело-Верхняя Сванетия.

## География
Село находится в западной части Грузии, к северу от реки Риони, у западной окраины города Абаша, административного центра муниципалитета. Абсолютная высота — 23 метра над уровнем моря.

## Население
По результатам официальной переписи населения 2014 года в Норио проживало 614 человек (289 мужчин и 325 женщин). В национальной структуре населения грузины составляли 99,8 %.
| Год  | Население, человек |
| ---- | ------------------ |
| 2002 | 352                |
| 2014 | ↗ 614              |